# Хаг (Северна Дакота)
Хаг (енгл. Hague) град је у америчкој савезној држави Северна Дакота.

## Демографија
По попису из 2010. године број становника је 71, што је 20 (-22,0%) становника мање него 2000. године.
| Група             | 2000.      | 2010.      |
| Белци             | 87 (95,6%) | 70 (98,6%) |
| Афроамериканци    | 1 (1,1%)   | 0 (0,0%)   |
| Азијати           | 0 (0,0%)   | 0 (0,0%)   |
| Хиспаноамериканци | 1 (1,1%)   | 1 (1,4%)   |
| Укупно            | 91         | 71         |